# Municipio de Mount Olive (Illinois)
El municipio de Mount Olive (en inglés: Mount Olive Township) es un municipio ubicado en el condado de Macoupin en el estado estadounidense de Illinois. En el año 2010 tenía una población de 3274 habitantes y una densidad poblacional de 69,18 personas por km².

## Geografía
El municipio de Mount Olive se encuentra ubicado en las coordenadas 39°3′54″N 89°45′11″O / 39.06500, -89.75306. Según la Oficina del Censo de los Estados Unidos, el municipio tiene una superficie total de 47.32 km², de la cual 46,66 km² corresponden a tierra firme y (1,4 %) 0,66 km² es agua.

## Demografía
Según el censo de 2010, había 3274 personas residiendo en el municipio de Mount Olive. La densidad de población era de 69,18 hab./km². De los 3274 habitantes, el municipio de Mount Olive estaba compuesto por el 98,63 % blancos, el 0,15 % eran afroamericanos, el 0,27 % eran amerindios, el 0,12 % eran asiáticos, el 0,15 % eran de otras razas y el 0,67 % eran de una mezcla de razas. Del total de la población el 0,92 % eran hispanos o latinos de cualquier raza.